# Keresztély Ágost
Keresztély Ágost (németül: Christian August von Sachsen-Zeitz) (Moritzburg kastély, Zeitz, 1666. október 9. – Regensburg, 1725. augusztus 23.) szász herceg; győri püspök és esztergomi érsek, bíboros, hercegprímás.

## Élete

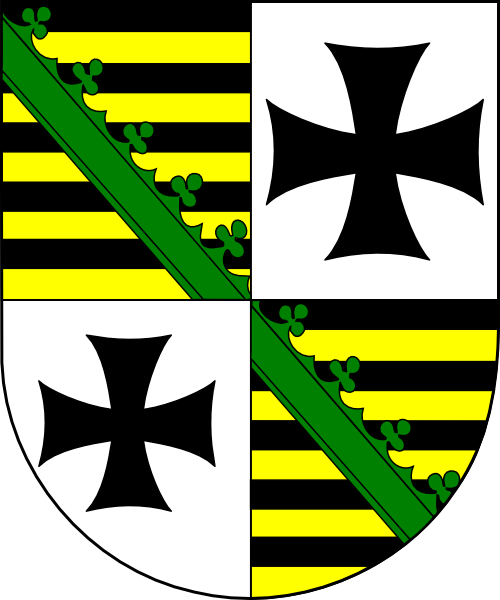
Keresztély Ágost (Christian August von Sachsen-Zeitz) címere

A szász hercegi Wettin-ház sarja. Apja herceg Moritz von Sachsen-Zeitz (1619-1681), a Német Lovagrend türingiai parancsnoka, anyja herceg Dorothea Maria von Sachsen-Weimar (1641–1675) volt. Protestáns vallásban nevelkedett. Fiatal korában harcolt a török ellen, szász csapatokkal együtt részt vett Buda visszafoglalásában is.
Ezután papi pályára lépett és előbb Németország több városában Kölnben, Salzburgban, Eichstättben, Leobenben viselt egyházi hivatalt. 1695-ben I. Lipót győri püspökké nevezte ki. Mint I. Lipót és I. József bizalmi embere gyakran járt külföldi követségben. A tridenti zsinat határozatait végrehajtatta. 1698-ban bíboros lett. Előbb gróf kollegrádi Kollonich Lipót esztergomi érsek segéde lett, majd 1707-ben I. József esztergomi érsekké nevezte ki, de megtartotta a győri egyházmegye kormányzatát is. Ugyanekkortól haláláig betöltötte a királyi főkancellári tisztséget is. 1714-ben III. Károly császár Keresztély Ágost esztergomi érseket és minden utódját a prímási székben birodalmi hercegi címmel ruházta fel, azóta viseli az esztergomi érsek a hercegprímási címet. Utolsó éveit a máriavölgyi kegyhely kolostorában töltötte, visszavonultan. 
Császári parancsra megjelent a birodalmi gyűlésen, majd Regensburgban elhunyt. Pozsonyban a Szent Márton-dóm sírboltjában nyugszik.
Smaragd mellkeresztje, egy aranygyűrűje és egy kora barokk aranyozott monstranciája a Győri Egyházmegyei Kincstár állandó kiállításán látható. 1701-ben díszes ezüst keretbe foglaltatta a vérrel könnyező Mária-kegykép csodáját igazoló gyolcskendőt.